# Lijst van naziconcentratiekampen
Dit is een lijst van werkkampen en vernietigingskampen van nazi-Duitsland (met het huidige land). Een redelijk volledige lijst werd opgesteld door het Bundesministerium der Justiz en telt meer dan 1600 kampen.
| Kamp                        | Land                            | Soort kamp                             | Periode                | Periode           | Geschat aantal gevangenen | Geschat aantal doden                                 | Vallend onder         |
| Kamp                        | Land                            | Soort kamp                             | Begin                  | Eind              | Geschat aantal gevangenen | Geschat aantal doden                                 | Vallend onder         |
| --------------------------- | ------------------------------- | -------------------------------------- | ---------------------- | ----------------- | ------------------------- | ---------------------------------------------------- | --------------------- |
| Alderney                    | Verenigd Koninkrijk             | werkkamp                               | januari 1942           | juni 1944         | 6000                      | 700                                                  |                       |
| Amersfoort                  | Nederland                       | doorstuur- en werkkamp                 | 1941                   | 19 april 1945     | > 35.000                  | 650                                                  |                       |
| Arbeitsdorf                 | Duitsland                       | werkkamp                               | 8 april 1942           | 11 oktober 1942   | 800                       | > 6                                                  |                       |
| Arnheim (Arnhem)            | Nederland                       | werkkamp                               | vanaf 1 juli 1943      |                   |                           |                                                      | Herzogenbusch (Vught) |
| Auschwitz-Birkenau          | Duitsland (thans Polen)         | werk- en vernietigingskamp             | april 1940             | 26 januari 1945   | 1.300.000                 | 1.100.000                                            |                       |
| Bełżec                      | Polen                           | vernietigingskamp                      | maart 1942             | juni 1943         |                           | 434.508                                              |                       |
| Bergen-Belsen               | Duitsland                       | verzamelkamp                           | april 1943             | april 1945        | 120.000                   | 70.000                                               |                       |
| Breendonk                   | België                          | gevangenen- en werkkamp, doorvoerkamp. | 20 september 1940      | september 1944    | > 3532                    | > 391                                                |                       |
| Breitenau                   | Duitsland                       | werkkamp                               | juni 1933              | maart 1934        | 8500                      |                                                      |                       |
| Breitenau                   | Duitsland                       | werkkamp                               | 1940                   | 1945              | 8500                      |                                                      |                       |
| Buchenwald                  | Duitsland                       | werkkamp                               | juli 1937              | april 1945        | 238.979                   | 56.545                                               |                       |
| Chelmno                     | Duitsland (thans Polen)         | vernietigingskamp                      | december 1941          | april 1943        |                           | > 150.000                                            |                       |
| Chelmno                     | Duitsland (thans Polen)         | vernietigingskamp                      | april 1944             | januari 1945      |                           | > 150.000                                            |                       |
| Dachau                      | Duitsland                       | werkkamp                               | maart 1933             | april 1945        | 200.000                   | > 30.000                                             |                       |
| Eindhoven                   | Nederland                       | werkkamp                               |                        |                   |                           |                                                      | Herzogenbusch (Vught) |
| Emslandlager                | Duitsland                       | concentratie-, en later strafkamp      | 1933                   | 1945              | < 180.000                 | ca. 30.000                                           |                       |
| Falstad                     | Noorwegen                       | gevangenenkamp                         | december 1941          | 1945              |                           | > 205                                                |                       |
| Flossenbürg                 | Duitsland                       | werkkamp                               | mei 1938               | april 1945        | 97.000-100.000            | 30.000                                               |                       |
| Gilze-Rijen                 | Nederland                       | werkkamp                               | vanaf 30 augustus 1943 |                   |                           |                                                      | Herzogenbusch (Vught) |
| 's-Gravenhage               | Nederland                       | werkkamp                               | vanaf 1 september 1943 |                   |                           |                                                      | Herzogenbusch (Vught) |
| Groß-Rosen                  | Duitsland (thans Polen)         | werkkamp                               | augustus 1940          | februari 1945     | 125.000                   | 40.000                                               |                       |
| Gusen                       | Oostenrijk                      | concentratiekamp                       | mei 1940               | april 1945        | 60.000-70.000             | 44.602                                               |                       |
| Haaren bij Tilburg          | Nederland                       | werkkamp                               | vanaf 1 januari 1943   |                   |                           |                                                      | Herzogenbusch (Vught) |
| Herzogenbusch (Vught)       | Nederland                       | gevangenen- en doorstuurkamp           | 1942                   | september 1944    | > 31.000                  | > 749                                                |                       |
| Hinzert                     | Duitsland                       | verzamel- en werkkamp                  | juli 1940              | maart 1945        | 14.000                    | > 302                                                |                       |
| Huize de Biezen (Barneveld) | Nederland                       | reserveringskamp                       | december 1942          | september 1943    | < 350                     | 0                                                    | -                     |
| Janovska                    | Sovjet-Unie (thans Oekraïne)    | werk- en concentratiekamp              | september 1941         | november 1943     |                           | 50.000 - 200.000                                     |                       |
| Jasenovac                   | Joegoslavië (thans Kroatië)     | vernietigingskamp                      | augustus 1941          | april 1945        | ca. 1.000.000             | 83.145                                               |                       |
| Kauen (Kaunas)              | Sovjet-Unie (thans Litouwen)    | getto en interneringskamp              | september 1943         | juli 1944         | 17.000                    | 18.500-30.000                                        |                       |
| Langenstein Zwieberge       | Duitsland                       | werkkamp                               | april 1944             | april 1945        | 5000                      | 2000                                                 |                       |
| Leeuwarden                  | Nederland                       | werkkamp                               |                        |                   |                           |                                                      | Herzogenbusch (Vught) |
| Le Vernet                   | Frankrijk                       | interneringskamp                       | 1939                   | 1944              |                           |                                                      |                       |
| Majdanek                    | Polen                           | vernietigingskamp                      | juli 1941              | juli 1944         | 10.000-25.000             | 78.000 – 300.000                                     |                       |
| Maly Trostenets             | Sovjet-Unie (thans Wit-Rusland) | vernietigingskamp                      | juli 1941              | juni 1944         |                           | 65.000, 200.000 in het gebied rondom Maly Trostenets |                       |
| Mauthausen                  | Oostenrijk                      | werkkamp                               | augustus 1938          | mei 1945          | 195.000                   | > 95.000                                             |                       |
| Mechelen (Dossinkazerne)    | België                          | verzamel- en doorgangskamp             | juli 1942              | september 1944    | > 25.000                  |                                                      |                       |
| Mittelbau-Dora              | Duitsland                       | werkkamp                               | september 1943         | april 1945        | 60.000                    | > 20.000                                             |                       |
| Moerdijk                    | Nederland                       | werkkamp                               | vanaf 26 februari 1943 |                   |                           |                                                      | Herzogenbusch (Vught) |
| Natzweiler-Struthof         | Frankrijk                       | werkkamp                               | mei 1941               | september 1944    | 40.000                    | 22.000                                               |                       |
| Neuengamme                  | Duitsland                       | werkkamp                               | 1938                   | 4 mei 1945        | 106.000                   | > 42.900                                             |                       |
| Niederhagen                 | Duitsland                       | gevangenen- en werkkamp                | september 1942         | medio 1943        | 3900                      | 1285                                                 |                       |
| Ommen                       | Nederland                       | strafkamp                              | 1942                   | 11 april 1945     | > 3500                    | > 170                                                |                       |
| Oranienburg                 | Duitsland                       | verzamelkamp                           | maart 1933             | juli 1934         | 3000                      | > 16                                                 |                       |
| Osthofen                    | Duitsland                       | verzamelkamp                           | maart 1933             | juli 1934         |                           |                                                      |                       |
| Płaszów                     | Polen                           | werkkamp                               | december 1942          | januari 1945      | > 150.000                 | > 9000                                               |                       |
| Ravensbrück                 | Duitsland                       | werkkamp                               | mei 1939               | april 1945        | 153.000                   | > 20.000                                             |                       |
| Riga-Kaiserwald             | Sovjet-Unie (thans Letland)     | werkkamp                               | maart 1943             | 6 augustus 1944   | 15.000                    |                                                      |                       |
| Risiera di San Saba         | Italië                          | doorvoer- en concentratiekamp          | oktober 1943           | april 1945        | 25.000                    | 3000-5000                                            |                       |
| Römhild                     | Duitsland                       | werkkamp                               | augustus 1943          | maart 1945        | 2000                      | 169                                                  |                       |
| Roosendaal                  | Nederland                       | werkkamp                               |                        |                   |                           |                                                      | Herzogenbusch (Vught) |
| Sachsenhausen               | Duitsland                       | werkkamp                               | juli 1936              | april 1945        | 200.000                   | > 30.000                                             |                       |
| Schaarshoek                 | Nederland                       | werk- en strafkamp                     | begin 1942             | oktober 1942      |                           |                                                      |                       |
| De Schaffelaar              | Nederland                       | reserveringskamp                       | december 1942          | september 1943    | < 500                     | 0                                                    |                       |
| Schoorl                     | Nederland                       | internerings- en concentratiekamp      | 1 februari 1941        | 30 september 1941 | > 2100                    |                                                      |                       |
| Sint-Michielsgestel         | Nederland                       | interneringskamp                       |                        |                   |                           |                                                      | Herzogenbusch (Vught) |
| Sobibór                     | Polen                           | vernietigingskamp                      | mei 1942               | oktober 1943      |                           | 170.165                                              |                       |
| Stutthof                    | Duitsland (thans Polen)         | werkkamp                               | september 1939         | mei 1945          | 110.000                   | 65.000                                               |                       |
| Theresienstadt (Terezin)    | Tsjechië                        | doorvoerkamp en getto                  | november 1941          | mei 1945          | 140.000                   | 35.000                                               |                       |
| Treblinka                   | Polen                           | vernietigingskamp                      | juli 1942              | november 1943     |                           | 900.000                                              |                       |
| Vaivara                     | Sovjet-Unie (thans Estland)     | concentratiekamp                       | 15 september 1943      | 29 februari 1944  | 20.000                    | 950                                                  |                       |
| Venlo                       | Nederland                       | werkkamp                               | vanaf 1 september 1943 |                   |                           |                                                      | Herzogenbusch (Vught) |
| Villa Bouchina              | Nederland                       | reserveringskamp                       | 27 februari 1943       | 21 april 1943     | 9                         | 0                                                    | -                     |
| Warschau                    | Polen                           | werk- en concentratiekamp              | 1942                   | 1944              | 8000-9000                 | 4000-5000                                            |                       |
| Westerbork                  | Nederland                       | verzamelkamp                           | juli 1940              | april 1945        | 107.000                   | > 638                                                | -                     |